# Albert Heuck

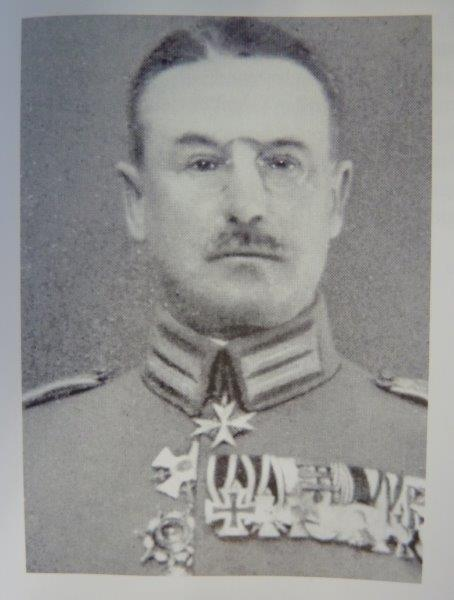
Heuck (um 1918)

Albert Karl Friedrich Max Heuck (* 26. April 1863 in Roga; † 1. Juli 1942 in Kiel) war ein deutscher Generalleutnant.

## Leben
Heuck war der Sohn eines Rittergutspächters. Sein Bruder Karl (* 7. November 1873) schlug ebenfalls eine Militärkarriere in der Preußischen Armee ein.
Nach seiner Erziehung im elterlichen Hause und dem Besuch des Gymnasiums in Friedland absolvierte Heuck die Kadettenanstalten in Plön und Groß-Lichterfelde. Am 16. April 1881 wurde er als chargierter Fähnrich dem Infanterie-Regiment Nr. 129 in Bromberg überwiesen. Dort erhielt Heuck am 15. November 1881 das Patent zu seinem Dienstgrad und wurde am 13. September 1882 zum Sekondeleutnant befördert. Vom 1. Oktober 1887 bis 17. Februar 1892 diente er als Adjutant des I. Bataillons, wurde zwischenzeitlich am 18. November 1890 zum Premierleutnant befördert und war anschließend als Regimentsadjutant tätig. Als Hauptmann folgte am 17. November 1896 seine Ernennung zum Chef der 1. Kompanie. Daran schloss sich am 1. April 1897 seine Versetzung in das 6. Westpreußische Infanterie-Regiment Nr. 149 nach Schneidemühl an.
Anlässlich des Boxeraufstandes trat Heuck am 18. August 1900 freiwillig als Kompanieführer in das 5. Ostasiatische Infanterie-Regiment über und nahm an den Kämpfen in China teil. Nach Beendigung des Aufstandes blieb er bei der Besatzungstruppe, kehrte im September 1904 nach Deutschland zurück und wurde im 1. Hannoverschen Infanterie-Regiment Nr. 74 angestellt. Am 13. Juli 1905 schied Heuck mit dem Übertritt zur Schutztruppe von Deutsch-Südwestafrika erneut aus der Armee aus. Als Chef der 5. Etappen-Kompanie nahm er in der deutschen Kolonie an der Niederschlagung des Aufstandes der Nama teil und machte die Kämpfe bei Groß-Namaland, Karasberge und Oranje mit. Nach seiner Beförderung zum Major am 11. September 1907 wurde Heuck Mitte Oktober 1907 in das 4. Lothringische Infanterie-Regiment Nr. 136 nach Straßburg versetzt und rückte im Jahr darauf zum Regimentsstab auf. Vom 20. April 1910 bis 16. Februar 1914 war er Kommandeur des II. Bataillons und wurde zwischenzeitlich am 1. Oktober 1913 Oberstleutnant. Anschließend zur Disposition gestellt, wurde Heuck Mitglied der Deutschen Militärmission im Osmanischen Reich und Kommandeur der osmanischen 13. Division in Angora.
Mit dieser Division nahm Heuck nach dem Ausbruch des Ersten Weltkriegs und dem Eintritt des Osmanischen Reiches auf deutscher Seite in den Krieg an der Verteidigung der Dardanellen teil. Seit Dezember 1914 war er Kommandeur der osmanischen 24. Division. Seine Leistungen wurden durch den Sultan durch die Verleihung des Mecidiye-Ordens II. Klasse, des Osmanje-Ordens III. Klasse sowie des Eisernen Halbmondes gewürdigt. Außerdem erhielt er den Titel eines Paschas.
Am 18. Mai 1916 zum Oberst befördert, wurde Heuck im Juni 1916 nach Deutschland zurückbeordert und einen Monat später zum Kommandeur des Reserve-Infanterie-Regiments Nr. 227 ernannt. Das Regiment nahm als Teil der 213. Infanterie-Brigade an der Ostfront an der Schlacht bei Kowel und den anschließenden Stellungskämpfen am Styr und Stochod teil. Mit seiner Ernennung zum Kommandeur der 237. Infanterie-Brigade am 30. April 1917 kam Heuck an die Westfront. Während der Flandernschlacht konnte er sich besonders bewähren und erhielt am 6. August 1917 den Kronenorden II. Klasse mit Schwertern. Ab November 1917 lag Heuck mit seiner Brigade in Kämpfen in der Siegfriedstellung und konnte in der Schlacht von Cambrai seinen zu verteidigenden Abschnitt gegen angreifende Engländer behaupten. 
Anfang Februar wurde Heucks Brigade der neugebildeten 17. Armee im Artois unterstellt. Sie nahm während der Deutschen Frühjahresoffensive an der Durchbruchsschlacht bei Monchy-Cambrai sowie der Schlacht bei Bapaume teil. Nach der Einstellung der Offensive kam die Brigade zur 6. Armee und machte Mitte April 1918 die Schlacht bei Armentières mit. Daran schlossen sich wieder Stellungskämpfe an. Ab Ende Juli stand der Großverband in Abwehrkämpfen zwischen Avre und Matz sowie vom 8. bis zum 20. August in der schweren Abwehrschlacht zwischen Somme und Avre. Daran schloss sich die Schlacht bei Albert-Péronne an. Nach der Abwehrschlacht zwischen Cambrai und St. Quentin wurde Heuck für seine Führungsleistung am 28. Oktober 1918 der Orden Pour le Mérite verliehen.
Nach dem Waffenstillstand führte Heuck die Reste seiner Truppen in die Heimat zurück. Während der Demobilisierung bildete er im Dezember das nach ihm benannte Freikorps, das u. a. im Ruhrgebiet gegen Spartakisten kämpfte. Im März 1919 erhielt Heuck das Kommando über die 22. Infanterie-Brigade in Glatz, die in den folgenden Wochen im Grenzschutz eingesetzt wurde. Seit Mai fungierte er dann als Führer der Gruppe „West“ an der Grenze zwischen Waldenburg und der Oder und wurde im Juli 1919 zum Infanterieführer 32 der Vorläufigen Reichswehr in Oberschlesien ernannt. Als solcher verantwortete Heuck die Niederschlagung eines polnischen Aufstandes bei Beuthen. Von Februar bis Mai 1920 kommandierte er das Reichswehr-Infanterie-Regiment 16 und war zeitgleich auch stellvertretender Infanterieführer 8. Anschließend folgte unter Beförderung zum Generalmajor die Ernennung zum Befehlshaber der Reichswehr-Brigade 20 in Bartenstein. Im Zuge der Reduzierung der Reichswehr wurde er zum 31. Dezember 1920 aus dem Militärdienst verabschiedet.
Heuck erhielt am 27. August 1939, dem sogenannten Tannenbergtag, den Charakter als Generalleutnant verliehen.